# Magdaleniense

Distribución de la cultura magdaleniense en Europa. En rosa, el Magdaleniense y en rojo, el Epigravetiense, los puntos azules son yacimientos.

La cultura Magdaleniense es una de las últimas culturas del Paleolítico superior en la Europa occidental, que fue caracterizada por los rasgos de su industria lítica y ósea. Su nombre fue tomado de La Madeleine, cueva francesa de la Dordoña. Sucede a la cultura Solutrense y estaría datado hace entre 17 y 12 mil años aproximadamente.
El Magdaleniense, que se extendió a lo largo del Würm IV, tuvo una secuencia alterna de clima frío y seco, y fresco y húmedo. El cambio climático acaecido hace unos 12 000 años hizo modificar los hábitos cinegéticos y alimenticios, dando por finalizado al Magdaleniense con la transición al Aziliense.
Las subdivisiones dependen según autores y según zonas geográficas, y los sistemas de periodización se pueden fijar en distintos métodos u objetos y su evolución.
Estudios recientes han identificado a la cultura magdaleniense con los humanos que, procedentes de Anatolia y los Balcanes, repoblaron Italia y el resto de Europa tras el último máximo glacial, reemplazando a los practicantes de la cultura solutrense que solo habían sobrevivido en la península Ibérica y el sur de Francia.

## Concepto general
La cultura Magdaleniense se extendió por Francia, Suiza, España y Alemania hace 17.000 años, perdurando hasta hace 12.000 años; es decir, hasta el inicio del Holoceno (ca. 11.700 BP). Se divide en inferior y superior, cada una a su vez subdividida en tres estadios (I, II y III). En Inglaterra existe una cultura paralela al final del Magdaleniense, llamada creswelliense. En la península ibérica, la obra magdaleniense más famosa son las cuevas de Altamira.
Puede considerarse como la primera civilización  europea occidental, pues debido a un aumento demográfico sobrepasa los límites de su foco originario y se extiende prácticamente por todo el continente europeo. La necesidad de materias primas líticas de buena calidad es un motivo importante para desplazar a un grupo a buscarlas, a veces a varias decenas de kilómetros. Utensilios de un sílex especial denominado tipo Urbasa, procedente de la sierra navarra homónima, han sido encontrados a lo largo de la cornisa cantábrica y suroeste de Francia, a 400 kilómetros.
Las oscilaciones del clima entre cálidas y frías, y húmedas y secas, tienen una gran influencia tanto sobre la fauna como sobre la flora. En las etapas templadas, predominan los caballos, bosques de hoja caduca y extensas praderas de gramíneas, mientras que en las épocas más frías, la especie representativa es el reno y hay una regresión de los bosques en beneficio de las praderas.
Enterraban a sus muertos, pero se conocen escasas sepulturas, comúnmente son simples fosas poco profundas. Se han encontrado extensos campamentos al aire libre, organizándose en tiendas o cabañas. Esta tendencia al agrupamiento se ve reforzada, pues determinados yacimientos son auténticas necrópolis. 
Fue una cultura de cazadores. Su base era la caza del caballo, mientras que en la Europa del Este el mamut era la especie más codiciada. Surge un aprovechamiento completo de las especies animales.
El tipo humano que da lugar a este periodo es el cromañón u Homo sapiens.

## Expansión de los recursos
La expansión de los recursos, que tuvo lugar durante el solutrense, permite continuar con esta estrategia en un entorno similar, de ahí la expresión "con un solo valle basta". La cantidad de recursos de que disponen los magdalenienses es tan grande que les permite volverse semisedentarios.
La principal novedad que aporta a los recursos el magdaleniense es la explotación de los recursos marinos. La pieza lítica que caracteriza al magdaleniense es el arpón, diseñado para atrapar grandes presas marinas, como cachalotes o ballenas. Esto supone que utilizaban embarcaciones (los magdalenienses desarrollaron las primeras embarcaciones de la historia) para pescar en alta mar que no se han conservado al estar hechas de madera.
Aparte de la explotación de los recursos marinos, se continúa con el sistema cazador-recolector adaptado a las nuevas condiciones.

## Prácticas funerarias y rituales
Se han documentado dos prácticas mortuorias principales: el enterramiento primario (individuos depositados completos, a veces con ofrendas) y el canibalismo ritual, evidenciado por marcas de corte, fracturas óseas y la fabricación de 'copas craneales' en los yacimientos de la cueva de Gough y Brillenhöhle. Un estudio reciente sugiere que el canibalismo no respondía a necesidades nutricionales, sino que era un comportamiento funerario extendido, especialmente en el Magdaleniense medio (fases III-IV), asociado a grupos con ascendencia genética GoyetQ2 (Cuevas de Goyet). Los enterramientos primarios, más frecuentes en el Magdaleniense Superior, se vinculan a poblaciones con afinidad genética al clúster de Ripari Villabruna (Epigravetiense), lo que podría reflejar un reemplazo poblacional.

## Magdaleniense inferior y superior
Esta división está ampliamente extendida, aunque también se llega a incluir un Magdaleniense medio en alguna literatura. A su vez se ajustan las divisiones en zonas geográficas, donde la difusión de las distintas partes o estadios cambian en fechas, por ejemplo, es fácil encontrar menciones a, por ejemplo, «Magdaleniense inferior cantábrico».

### Magdaleniense inferior
Como características comunes cabe citar los buriles, raspadores y raspadores-buriles.

#### Magdaleniense inferior, estadio I
Se caracteriza por raederas, extrañas piezas de sílex pequeñas y con toscos retoques, perforadores múltiples y azagayas de base biselada. Numerosas raclettes, azagayas cilíndricas de largo bisel con estrías en forma de espiga.

#### Magdaleniense inferior, estadio II
Caracterizado por la existencia de triángulos escalenos. Abundante utillaje sobre hojas y hojitas, disminución de raclettes y buriles. Azagayas bicónicas.

#### Magdaleniense inferior, estadio III
Caracterizado por puntas de azagaya de hueso con largo bisel, a veces con surco. Azagayas macizas de bisel largo y liso y azagayas con ranuras laterales. Varillas semicirculares.

### Magdaleniense superior

#### Magdaleniense superior, estadio I
Caracterizado por los prototipos de arpones. Se encuentran muchas estatuillas de bulto redondo, hechas con asta de reno, hueso y a veces marfil, así como los llamados «bastones perforados» (hasta hace poco todavía erróneamente denominados como «bastones de mando»), realizados en la mayor parte de casos con tramos de asta de reno y, en la menor parte de casos, de ciervo. Desde el siglo XIX se han propuesto numerosas hipótesis para explicar su función, asociándolos a todo tipo de usos y herramientas. Una teoría que todavía era dominante a principios del siglo XXI consistía en interpretar estos bastones como herramientas destinadas a la fabricación y/o al enderezamiento de azagayas, o simplemente como propulsores. Estudios más recientes, publicados en 2014 por el estadounidense Christopher Kilgore y el francés Erik Gonthier, han aportado numerosas observaciones que muestran que, en realidad, los bastones de agujero perpendicular (designados como «tipo A» en la tesis Kilgore-Gonthier) servían para la fabricación de cuerdas obtenidas mediante el trenzado de crines de caballo. Para Gonthier y Kilgore, como ya lo había sugerido Henri Breuil en 1954, estos bastones eran los mangos de ruecas giratorias con las que se hilaban las crines, mientras que los bastones de agujero oblicuo (designados como «tipo B» en la tesis Kilgore-Gonthier) eran empuñaduras de freno usadas para bloquear cuerdas y detener de este modo animales capturados con lazos o redes. Numerosas representaciones parietales y un fragmento de cuerda descubierto en la cueva de Lascaux el 25 de septiembre de 1953 (de una antiguëdad de entre 17 000 y 18 000 años) han establecido hace tiempo que la cuerda, el lazo simple, el lazo con pértiga y la red eran objetos de fabricación cotidiana durante el Paleolítico superior.
El arte magdaleniense se caracteriza por el desarrollo del bajorrelieve y del grabado, existiendo algunos ejemplos de estas técnicas en placas de roca caliza, sobre todo representando animales. Hay grabados en huesos o astas de reno y en los bastones perforados. Se conoce también algún modelado en arcilla. Se han efectuado hallazgos del llamado arte decorativo, consistente en motivos geométricos (principalmente espirales) en diversas regiones. La pintura se ha hecho polícroma y la perspectiva se ha enderezado. El trazo es más fino. Los animales son a veces grabados antes de ser pintados.

#### Magdaleniense superior, estadio II
Caracterizado por arpones de una sola hilera de dientes y por la existencia de tridentes; existen asimismo puntas de muesca magdaleniense de sílex.

#### Magdaleniense superior, estadio III
Caracterizado por arpones de doble hilera de dientes y buriles "pico de loro", puntas azilienses, microrraspadores cortos, microlitos geométricos y puntas pedunculares. Durante esta fase se encuentran bajorrelieves en simples ahuecados, que representan caballos, cabras, bisontes, peces, pájaros y a veces figuras humanas. Se conocen igualmente muchos dibujos de filas de caballo de cabeza desproporcionadamente grande.

## Magdaleniense en fases
Algunos autores, como González Echegaray y Utrilla, utilizan una taxonomía del magdaleniense basada en fases: 0, I, II, III, IV, V y VI, cuyo origen es la periodización de Breuil.
Para la costa cantábrica se han hecho coincidir ambos sistemas según la siguiente división: 0, I, II y III con Magdaleniense inferior y IV, V y VI con Magdaleniense superior, aunque hay discrepancias, especialmente con la atribución del magdaleniense III.